# Sterling (Connecticut)
Sterling es un pueblo ubicado en el condado de Windham en el estado estadounidense de Connecticut. En el año 2005 tenía una población de 3.519 habitantes y una densidad poblacional de 50 personas por km².

## Geografía
Sterling se encuentra ubicada en las coordenadas 41°42′08″N 71°48′59″O / 41.70222, -71.81639.

## Demografía
Según la Oficina del Censo en 2000 los ingresos medios por hogar en la localidad eran de $49,167, y los ingresos medios por familia eran $52,202. Los hombres tenían unos ingresos medios de $39,792 frente a los $26,167 para las mujeres. La renta per cápita para la localidad era de $19,679. Alrededor del 6.0% de la población estaban por debajo del umbral de pobreza.